# Cuphea ornithoides
Cuphea ornithoides är en fackelblomsväxtart som beskrevs av Robert Crichton Foster. Cuphea ornithoides ingår i släktet blossblommor, och familjen fackelblomsväxter. Inga underarter finns listade i Catalogue of Life.